# パブりん
パブりん（Paburin）は、女性アイドルグループ超ときめき♡宣伝部の公式マスコットキャラクターである。

## 概要
- 誕生日は2018年11月20日（6歳）[1]。2018年12月24日に開催されたときめき♡宣伝部（とき宣）のワンマンライブで「パブりん」と命名された[2]。
- 名前の由来は英語で「宣伝」を意味する「Publicity」をもじったもの。Twitterで名前を公募した。
- オレンジ色をしたハートマーク型の頭に、白色のメガホンを下向きにしたような胴体を持つ。胴体の前面中央には超ときめき♡宣伝部を象徴する「宣」の文字が大きく黒字で描かれている。オレンジ色の靴を履き、白色の手袋を着用する。
- 頭と靴の色は、イラスト版では宣伝部員（超ときめき♡宣伝部のファン）のカラーであるオレンジ色になっているが、ステージなどに登場する3D版では赤色となっている。
- イトウデザインの代表似顔絵イラストレーター伊藤高徳がイラストをデザインした[3]。
- ゆるキャラグランプリ2019 第50位[4]
- ゆるキャラグランプリ2020 第36位[5][6]

## 歴史

### 2018年
- 11月20日に誕生、ときめき♡宣伝部の公式Twitterで名前を募集[7][8]。
- 12月24日、ワンマンライブ「ときめき♡宣伝部のどきどき♡クリスマスパーティ Vol.4『お腹いっぱいになれる！ときめき6つ星レストラン』」にて「パブりん」と命名[9]。

### 2019年
- 7月28日、ワンマンライブ「♡ときめき♡夏のびっちょり祭り2019」にて辻野かなみに大事な手紙を渡す役を務めた[10]。

- 10月10日、池袋サンシャインシティ噴水広場にて開催されたシングル「恋のシェイプアップ♡」リリースイベントツアー第10弾に登場[11]。
- 12月21日、ワンマンライブ「ときめき♡宣伝部のどきどき♡クリスマスパーティー2019 ～夢に続く魔法のストーリー♪～」にてパブりんがダンサーを従えて「ときめき♡宣伝部のVICTORY STORY」のダンスを披露し、宣伝部員（ときめき♡宣伝部のファン）が合唱する場面があった[12]。

### 2020年
- 4月1日、としまえんから配信された「超ときめき♡宣伝部スタート＆新入部員お披露目スペシャル」（菅田愛貴のお披露目）に登場[13]。グループの改名に伴い超ときめき♡宣伝部の公式キャラクターとなった。
- 超ときめき♡宣伝部となってから初のシングル「トゥモロー最強説!!」のミュージックビデオに出演[14][15]。
- 8月23日、無観客生配信ライブ「よ～し！それなら！さいたまスーパーアリーナのセンターから、私たち超ときめき♡宣伝部です！」に登場、「ゆるキャラナンバーワンマラソン」などに参加した[16]。
- 8月26日、配信「超ときめきバスから日本をジャッカルするぞ♡スペシャル」にて「突撃！パブりんのコーナー！」と題した企画が実施された[17]。
- 12月23日、アルバム「ときめきがすべて」発売日当日にSHIBUYA TSUTAYA前でプロモーション活動を行った[18]。
- 12月26日、ワンマンライブ「超ときめき♡宣伝部のどきどき♡クリスマスパーティー2020～ときめきからの“正体”状～」にて辻野かなみに大事な手紙を渡す役を務めた[19]。

### 2021年
- サンリオピューロランドにて開催されたファンクラブイベント「超ときめき♡宣伝部×サンリオピューロランド 超ときめく世界に宣伝本部とハロー！ハロー！」でサンリオキャラクター（ハローキティ、ポムポムプリン、マイメロディ、シナモン、リトルツインスターズ（キキ＆ララ））らと共演した[20]。
- 12月26日、ワンマンライブ「超ときめき♡宣伝部のどきどきクリスマスパーティー2021〜他の女子とは喋らないで〜」にて「サンタさんが・・・・・やってこない！」「ラヴなのっ♡」の2曲をメンバーとパフォーマンス。終盤にはサンタ袋を持ってステージに現れ、辻野かなみにプレゼントを手渡し、そこから幕張メッセでのワンマンライブ開催が発表されるという重要な役割を担った[21]。

### 2022年
- 2月、サンリオピューロランドにて開催されたファンクラブイベント「サンリオピューロランド × 超ときめき♡宣伝部 ピューロビレッジ ときめきライブパレード〜ミラクルバレンタイン〜」に出演し、サンリオのキャラクターらと共演[22]。
- 5月28日、ワンマンライブ「ときめき♡夏の晴れ舞台2022 in 横浜武道館〜逃げないように、捕まえて！〜」に出演した[23]。
- 7月10日 - 9月30日、ライブツアー「超ときめき♡宣伝部のサンリオキャラクターズと行く！真夏のハートギュッとTOUR 2022」に帯同し、東京・福岡・名古屋・北海道・大阪・仙台の6都市を巡り、メンバーやサンリオのキャラクターらと全11公演に出演した[24]。
- 10月22日、ワンマンライブ「行くぜ！超ときめき♡宣伝部 in 幕張メッセ！〜星をめざして〜」にて、トヨタ自動車が開発する4人乗り電動低速モビリティ「Round-Palette」に乗車し、場内を回遊するパフォーマンス（実証走行）を行った[25][26]。

## 出演
- ときめき♡バロメーター上昇TV（ときバロTV）[27] - 超ときめき♡宣伝部がYouTubeで毎週水曜日にプレミア配信している番組。オープニングに登場する。
- 配信シングル「妄想プールデート」（2019年7月29日配信）メインビジュアル
- シングル「恋のシェイプアップ♡」表題曲 ダンスレクチャー動画[28]
- シングル「トゥモロー最強説!!」表題曲 ミュージックビデオ[14] - 悪の組織にさらわれたパブりんをメンバーが奮闘して救うストーリー[29]
- 配信シングル「SHIBUYA TSUTAYA前で待ち合わせね！」（2020年10月12日配信）メインビジュアル
- 配信シングル「お届け！デリバリースター」（2020年10月29日配信）メインビジュアル